# Toho
 (јап. 東宝株式会社) је јапански конгломерат који се бави филмском продукцијом и дистрибуцијом. Седиште се налази у Токију, а у власништву је предузећа Hankyu Hanshin Toho Group. Познат је као произвођач и дистрибутер многих каиџу и токусацу филмова, међу којима су филмови Акире Куросаве, као и аниме филмова познатих јапанских продуцентских кућа, међу којима је и Studio Ghibli. Приказао је већину јапанских филмова с највећом зарадом.